# Lubei
Lubei (chinesisch 路北区, Pinyin Lùběi Qū) ist ein chinesischer Stadtbezirk der bezirksfreien Stadt Tangshan im Nordosten der Provinz Hebei. Er hat eine Fläche von 113,2 km² und zählt 743.504 Einwohner (Stand: Zensus 2010). Er ist Zentrum und Sitz der Stadtregierung von Tangshan.